# جان دی بالدشوئیلر
جان دی بالدشوئیلر (انگلیسی: John D. Baldeschwieler؛ زادهٔ ۱۴ نوامبر ۱۹۳۳) دانشمند در زمینه شیمی اهل ایالات متحده آمریکا است.
وی همچنین برندهٔ جوایزی همچون نشان ملی علوم شده‌است.